# 罗钦顺
罗钦顺（1465年—1547年），字允昇，號整菴，江西泰和人，明朝政治人物、哲學家、儒家學者，探花。

## 生平
弘治五年（1492年）壬子科江西乡试第一名举人，弘治六年（1493年）联捷癸丑科探花，授翰林院编修，弘治末升南京国子监司业，正德三年（1508年）六月以送亲违限，被黜为民。五年十月起复原职，七年七月升南京太常寺少卿，十年五月升南京吏部右侍郎，十二年十月乞假省亲。十四年四月改任吏部右侍郎。
世宗继位，升吏部左侍郎，嘉靖元年（1522年）四月官至南京吏部尚书，九月以其父衰病，乞归养，赐驰驿归。六年二月起复礼部尚书，未至，复改吏部，具疏恳辞，于是得旨致仕。年八十三卒，賜太子太保。

## 思想
罗钦顺对程朱理学的改造、对“气学”的创建、对佛学的批判，使他在中国哲學史上有重要影响与地位。《明史·儒林传》说：“钦顺潜心理学，深有得于性命理气之微旨。”
罗钦顺认为佛家与“吾儒”的最大区别在于对“性”理解不同。佛教唯识宗将“八识”中的阿赖耶识视为永恒不变的本体，而且以本体为真，以现象为妄，罗钦顺认为其错误在于割裂了本体与现象的关系。罗钦顺“早年笃信佛学，后断然舍弃，穷究性理之学。‘谓释氏之明心见性，与吾儒之尽心知性，相似而实不同’。‘通天地，亘古今，无非一气而已’。认为‘气’是宇宙万物的根本，‘理’是‘气’运动变化的条理秩序；‘初非别有一物，依于气而立，附于气以行也’。不同意朱熹‘理与气是二物’的见解，但仍接受程朱理学‘理一分殊’之说，认为‘人犹物也，我犹人也，其理容有二哉？然形质既具，则其分不能不殊；分殊故各私其身，理一故皆备于我’。” 
对于陆九渊和王阳明的心学，罗钦顺的态度是批判。对于程朱理学，罗钦顺的态度是部分扬弃，用理气為一物修正了朱熹理氣二分的理氣論。罗钦顺认为气有聚散，聚散之理就在其中，并不是超乎气之聚散之上另有聚散之理。对于理事关系，程朱理学的意思是“理在事上”和“理在事先”，罗钦顺则认为“理在事中”。
罗钦顺晚年潜心格物致知之学，继承、改造了朱熹的格物致知说，指出格物是格天下之物，不只是格此心；穷理是穷天下事物之理，不只是穷心中之理。主张“资于外求”，达到“通彻无间”、内外合一的境界。 
明中期许多学者都曾与罗钦顺通信讨论过学术问题。从《困知记》附录的记载来看，包括王阳明在内共有二十余位与钦顺有过书面交流。王阳明和罗钦顺在不少学术观点上发生过激烈的争论，而王阳明的弟子欧阳德也曾在“良知”、“格物”等问题上和罗钦顺辩论过，并特著《辨整庵困知记》以反诘罗钦顺的见解。

## 影響
罗钦顺的思想还远传日本，影响了日本德川时代一些著名哲人的思想。如贝原益轩说：“罗整庵以理一分殊说性，而不分天地气质，虽与先正之说稍异，可谓有所发明也。盖本然者理一也，天下之人所禀受者皆一也。气质者分殊也，众人所禀各不同，罗氏此论后出者，可谓巧也。... 罗整庵立理一分殊说，是简要之言，不要分析而发明性字。愚谓性者一而已矣，不可分天地，气质之性为二。”
明末清初思想家黄宗羲认为罗钦顺“大有功于圣门”。

## 著作
著有《困知记》、《整庵存稿》、《整庵续稿》等。

## 家族
曾祖罗宁，祖罗铎，黟县训导。父罗用俊，号栗翁，由天順三年举人（四年會試副榜）历任国子助教。祖及父俱以钦顺贵赠通议大夫南京吏部右侍郎。弟羅欽德、羅欽忠，俱登进士。子二人：长子罗琰，引礼舍人，次子罗珝，马湖知府。孙男七人：偁、份、企、佸、偲、位、似。

## 外部連結
- 罗钦顺收錄於維基文庫中的作品
- 鍾彩鈞：羅整菴的經世思想與其政治社會背景 （页面存档备份，存于）。
- 鍾彩鈞：羅整菴的理氣論 （页面存档备份，存于）。
- 哲学人物 罗钦顺介绍
- 罗钦顺 走进泰和

| 官衔        | 官衔                            | 官衔          |
| ----------- | ------------------------------- | ------------- |
| 前任： 毛澄 | 明朝禮部尚書 嘉靖二年（1523年） | 繼任： 汪俊   |
| 前任： 廖紀 | 明朝吏部尚書 嘉靖六年（1527年） | 繼任： 李承勛 |
| 前任： 席書 | 明朝禮部尚書 嘉靖六年（1527年） | 繼任： 吳一鵬 |